# Tangent (Zvezdna vrata SG-1)
Tangent je naslov epizode znanstveno-fantastične serije Zvezdna vrata. Začne se z demonstracijo letala X-301, ki so ga izdelali v Območju 51 in je predelano Goa'uldsko letalo, opremljeno z zemeljsko tehnologijo in oborožitvijo. Zaradi zmožnosti letenja v atmosferi in v vesolju je načrtovano, da bo služilo kot obramba Zemlje pred napadi Goa'uldov. Prvi testni let, ki ga izvede Teal'c, osupne prisotno vojaško osebje in pri naslednjem testnem letu, v katerem je predvidena demonstracija prestrezanja dveh brezpilotnih letal, se Teal'cu pridruži tudi Jack O'Neill, ostali pa testni let spremljajo iz poveljniškega centra Zvezdnih vrat.
Kmalu po vzletu pa Teal'c izgubi nadzor nad letalom, ki se začne z veliko hitrostjo samodejno vzpenjati skozi zemeljsko atmosfero in v vesolje. Ko se začne naglo oddaljevati od Zemlje, letalo neha pospeševati. Ko Teal'c skuša ponovno zagnati motorje, se oglasi Apofisov glas, ki pove, da je izdajalcem namenjena smrt v vesolju, letalo pa se bo samodejno vrnilo k njemu. Teal'c oceni, da pot na Apofisov domači planet utegne trajati nekaj sto let. Tudi komunikacija z Zemljo postane zelo otežena zaradi vse večje časovne zakasnitve pri komunikaciji. Samantha Carter in Daniel Jackson predlagata, da v bližini Jupitra izvedejo obrat letala s pomočjo izstrelkov zrak-zrak, katerih raketni motorji bi morda lahko preusmerili pot letala okrog Jupitra nazaj proti Zemlji. Načrt se izjalovi, saj potisna sila obeh izstrelkov ne zadošča za predvideni manever. Izstrelka se nato odtrgata z nosilcev in eden od njih udari v letalo, kar poškoduje zalogo kisika ter električne sisteme in skrajša preživetje Teal'ca in O'Neilla na vsega 24 ur. Da bi zmanjšal porabo kisika, se Teal'c potopi v globoko meditacijo.
Zemeljska ekipa se nato obrne na zavezniške rase, če bi lahko kako pomagale in dobi namig, da ima Tok'ra na Goa'uldskem planetu, ki je najbližji Zemlji, svojo ladjo na skrivni nalogi. Samantha Carter in Daniel Jackson se zato skozi zvezdna vrata odpravita na ta planet, kjer ju pobere goa'uldska transportna ladja. Izkaže se, da je na skrivni nalogi Samanthin oče Jacob, ki je sprva zelo jezen, saj sta Carterjeva in dr. jackson zmotila njegovo nalogo. Vseeno se po pojasnitvi situacije odloči pomagati, čeprav je ogorčen, da Zemljani uporabljajo tehnologijo, ki ji niso dorasli. Po nekaj zapletih z okvaro pogona se ladja le približa letalu X-301, kjer sta Teal'c in O'Neill že skoraj izgubila zavest zaradi pomanjkanja kisika. Da bi ju lahko rešili, sta oba brez ustreznih skafandrov primorana izskočiti iz letala naravnost v vesolje, kjer bi ju pobrali s pomočjo transportnih obročev. Načrt kljub precejšnji meri tveganja uspe in posadka letala X-301 je uspešno rešena.